# Georgios Theotokis

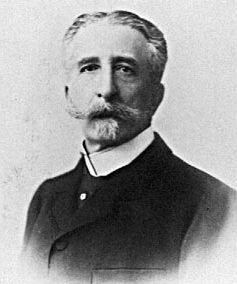
Georgios Theotokis

Georgios Theotokis (griechisch Γεώργιος Θεοτόκης, * 1844 in Korfu; † 30. Dezember 1915jul. / 12. Januar 1916greg. in Athen) war ein griechischer Politiker und Ministerpräsident.

## Familie, Studium und berufliche Tätigkeit
Theotokis war Vater des späteren Ministerpräsidenten Ioannis Theotokis sowie Großvater des späteren Außenministers Spyros Theotokis. Er war daneben mit der bekannten griechischen Politikerfamilie Rallis verwandt und unter anderem Großvater mütterlicherseits des späteren Ministerpräsidenten Georgios Rallis.
Nach dem Schulbesuch absolvierte er ein Studium der Rechtswissenschaften an der Ionischen Akademie, das er bereits 1861 mit einem Diplom abschloss. Anschließend setzte er sein Studium an der Rechtswissenschaftlichen Fakultät an der Sorbonne in Paris fort. Nach seiner Rückkehr nach Korfu war er als Rechtsanwalt tätig.

## Politische Laufbahn

### Abgeordneter
Theotokis begann seine politische Laufbahn 1879, als er mit einem Stimmenanteil von 65 Prozent zum Bürgermeister von Korfu gewählt wurde. 1883 wurde er wieder zum Bürgermeister gewählt, verzichtete jedoch 1885 auf dieses Amt und wurde für die Partei von Ministerpräsident Charilaos Trikoupis zum Abgeordneten der Nationalversammlung (Voulí ton Ellínon) gewählt. Später war er ab 1898 als Nachfolger von Trikoupis Vorsitzender der Liberalen Partei (Neoteristikon Komma).

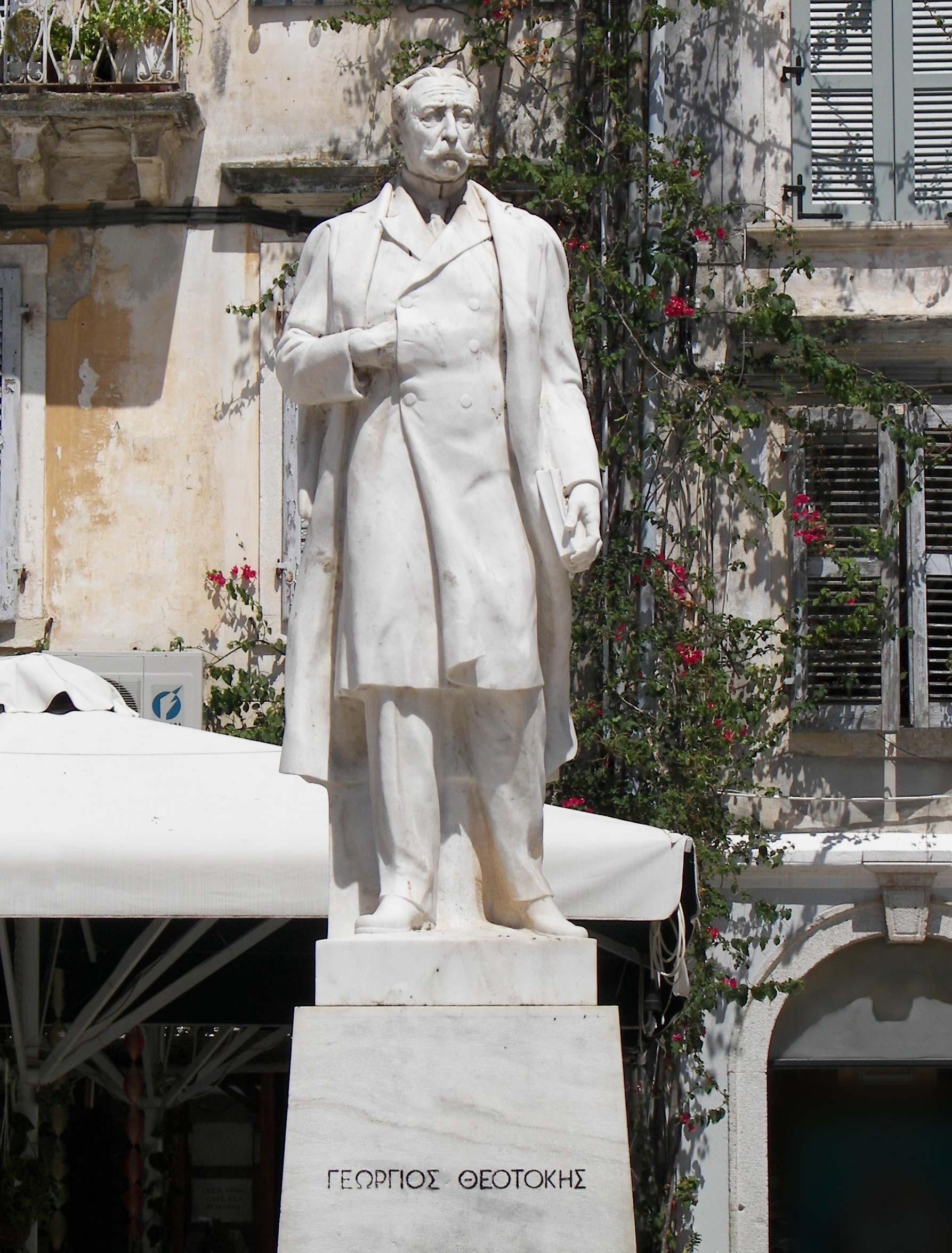
Statue von Georgios Theotokis in Korfu.

### Minister
Am 21. Mai 1886 wurde er von Ministerpräsident Trikoupis zum Marineminister in sein Kabinett berufen. In seiner bis zum 5. November 1890 dauernden Amtszeit modernisierte er die griechische Marine durch den Kauf der modernen Fregatten „Spetses“, „Hydra“ und „Psara“ und durch die Verbesserung der Ausbildung durch die Gründung von Marineschulen.
In den späteren Kabinetten von Trikoupis (Juni 1892 bis Mai 1893 sowie November 1893 bis Januar 1895) war er Minister für kirchliche und öffentliche Erziehung. In diesem Amt bereitete er eine Gesetzesinitiative zur Modernisierung des Schulwesens vor, die jedoch wegen der Opposition um Theodoros Deligiannis scheiterte.
Bei seinem Tod war Theotokis Minister für Nationale Wirtschaft im Kabinett des Ministerpräsidenten Stefanos Skouloudis.

### Ministerpräsident
Theotokis war später vom 14. April 1899 bis 25. November 1901, 27. Juni 1903 bis 11. Juli 1903, 19. Dezember 1903 bis 29. Dezember 1904 sowie 21. Dezember 1905 bis 29. Juli 1909 viermal griechischer Ministerpräsident. Zugleich übernahm er zeitweise die Ämter des Außen-, Innen- oder Kriegsministers.
Während seiner Amtszeit setzte er eine Armeereform durch und führte seine als Marineminister begonnene Modernisierung der Marine fort.
In späteren Jahren setzte er sich als Abgeordneter insbesondere während der Balkankriege 1912 bis 1913 für eine moderate Außenpolitik ein.